# 夏夫特鎮區 (伊利諾伊州費耶特縣)
夏夫特鎮區（英語：Shafter Township）是位於美國伊利諾伊州費耶特縣的一個行政鎮區。

## 地方資料
根據2010年美國人口普查的數據，夏夫特鎮區的面積為94.00平方千米，當中陸地面積為92.20平方千米，而水域面積為1.80平方千米。當地共有人口479人，而人口密度為每平方千米5.1人。